# 諸靜妃
諸靜妃（？—1563年），名失考，明朝明世宗朱厚熜之妃。

## 生平
諸靜妃的出生及入宮時間均不詳，原為宮御。嘉靖四十二年（1563年）九月二十一日，「未封宮御諸氏」薨逝，追封為靜妃，治喪葬如例。嘉靖四十三年（1564年）二月初六日，安葬靜妃諸氏。根據《太常續考》的記載，諸靜妃與宋宜妃、張和妃、高安妃、張昭嬪、武常嬪、郭寧嬪、田靜嬪、孟安嬪於金山合葬同一墓，葬地位於西山紅石口。

## 備註
1. ↑   《太常續考》卷四原稱「靜妃朱氏」等九妃嬪合葬於同一墓[1]，其後又稱「靜妃諸氏」等九妃嬪合葬於同一墓。此處應是將靜妃的姓氏諸氏誤寫為朱氏。然而，亦有學者認為嘉靖帝靜妃確實為朱氏，只是由於官員忌諱，才改寫作諸氏[2]。